# Стори, Джон
Джон Стори (англ. John Storey; род. 19 июля 1987, Кембридж) — новозеландский гребец английского происхождения, выступающий за сборную Новой Зеландии по академической гребле с 2009 года. Чемпион мира, победитель этапов Кубка мира, участник двух летних Олимпийских игр.

## Биография
Джон Стори родился 19 июля 1987 года в Кембридже, Англия. В возрасте 13 лет вместе с семьёй переехал на постоянное жительство в Крайстчерч, Новая Зеландия — здесь его отец Брайан Стори получил работу преподавателя в Университете Кентербери.
Заниматься академической греблей начал в 2003 году, проходил подготовку в Avon Rowing Club в Крайстчерче.
Впервые заявил о себе в гребле на международной арене в сезоне 2009 года, выиграв золотую медаль в распашных рулевых четвёрках на молодёжном чемпионате мира в Рачице.
Начиная с 2010 года выступал на взрослом уровне в основном составе новозеландской национальной сборной. В частности, в этом сезоне дебютировал в Кубке мира и принял участие в домашнем мировом первенстве в Карапиро, где в зачёте парных четвёрок стал седьмым.
В 2011 году помимо прочего выступил на чемпионате мира в Бледе, где в той же дисциплине закрыл десятку сильнейших.
Благодаря череде удачных выступлений удостоился права защищать честь страны на летних Олимпийских играх 2012 года в Лондоне. Вместе с напарниками Майклом Армсом, Робби Мэнсоном и Мэттью Троттом в четвёрках парных стал седьмым.
Сезон 2013 года Стори пропустил в связи с учёбой в университете, получив в это время учёную степень в области механической инженерии, но в 2014 году вернулся в состав гребной команды Новой Зеландии — стартовал на двух этапах Кубка мира и на мировом первенстве в Амстердаме, где показал в парных четвёрках двенадцатый результат.
В 2015 году стал серебряным призёром на Кубке мира в Люцерне, в то время как на чемпионате мира в Эгбелете был девятым.
На Европейской и финальной олимпийской квалификационной регате FISA в Люцерне финишировал в парных четвёрках третьим позади команд из России и Канады — этого результата было недостаточно для отбора на Олимпийские игры 2016 года в Рио-де-Жанейро. Тем не менее, российский гребец Сергей Федоровцев был уличён в нарушении антидопинговых правил, российский экипаж дисквалифицировали, и команда из Новой Зеландии всё же получила возможность выступить в Рио. Непосредственно на Играх Стори в составе экипажа, куда также вошли гребцы Джейд Уру, Джордж Бриджуотер и Натан Фланнери, в программе парных четвёрок сумел квалифицироваться в утешительный финал В и расположился в итоговом протоколе соревнований на десятой строке.
После Олимпиады в Рио Джон Стори остался в составе новозеландской национальной сборной и продолжил принимать участие в крупнейших международных регатах. Так, в 2017 году в парных двойках он одержал победу на этапах Кубка мира в Познани и Люцерне, а также на чемпионате мира в Сарасоте.
В 2018 году в парных двойках взял бронзу на мировом первенстве в Пловдиве.
На чемпионате мира 2019 года в Линце попасть в число призёров не смог, оказался в зачёте парных двоек восьмым.